# Labiou
Der Labiou ist ein Fluss in Frankreich, der im Département Cantal in der Region Auvergne-Rhône-Alpes verläuft. Er entspringt   beim Weiler Le Repastil, im westlichen Gemeindegebiet von Anglards-de-Salers, im Regionalen Naturpark Volcans d’Auvergne, entwässert generell in nordwestlicher Richtung und mündet nach rund 19 Kilometern an der Gemeindegrenze von Arches und Chalvignac im Rückstau der Talsperre l’Aigle als linker Nebenfluss in die Dordogne, die hier die Grenze zum benachbarten Département Corrèze bildet.

## Orte am Fluss
(Reihenfolge in Fließrichtung)
- Le Repastil, Gemeinde Anglards-de-Salers
- Mauriac
- Le Vigean
- Le Moulin de Jourdy, Gemeinde Sourniac
- Le Puy des Vignes, Gemeinde Chalvignac